# Моара Чорнеј (Јаши)
Моара Чорнеј (рум. Moara Ciornei) насеље је у Румунији у округу Јаши у општини Цибана. Oпштина се налази на надморској висини од 184 m.

## Становништво
Према подацима из 2002. године у насељу је живело 145 становника, од којих су сви румунске националности.